# Wim Jennen
Wim Jennen (* 25. Juni 1957 in Obbicht; † 23. März 2005 in Meerssen) war ein niederländischer Radrennfahrer.

## Sportliche Laufbahn
Jennen war im Straßenradsport aktiv und Mitglied der Nationalmannschaft. Als Amateur gewann er 1982 die Ronde van Groningen, 1985 das Etappenrennen Flèche du Sud in Luxemburg. 1988 gewann er eine Etappe im Flèche du Sud. Dritter wurde er 1980 in der nationalen Meisterschaft im Straßenrennen, 1981 in der Tour du Loir et Cher (dabei gewann er zwei Etappen), 1981 im Grand Prix François Faber, 1986 im Triptyque Ardennais 1986. 1980 kam er in der Tour de l’Avenir auf den 59. Gesamtrang. In der Internationalen Friedensfahrt 1981 wurde er 62.